# Erlenstegen
Erlenstegen (nürnbergisch: Äalaschdeng) ist ein Stadtteil der kreisfreien Stadt Nürnberg (Statistischer Stadtteil 9 – Östliche Außenstadt) und der Name des statistischen Bezirks 91. Erlenstegen liegt östlich des Stadtzentrums nördlich der Pegnitz. Über die B 14 und den ÖPNV mit Straßen- und Regionalbahn ist Erlenstegen zudem am Bahnhof Nürnberg-Erlenstegen erreichbar.

## Geographie
Erlenstegen liegt im Nordosten von Nürnberg und grenzt an die Landkreise Nürnberger Land und Erlangen-Höchstadt.
Die Geographie Erlenstegens ist geprägt von zwei Erhebungen, dem zentral gelegenen Platnersberg (335,5 m ü. NHN) mit einer etwa zehn Hektar großen Parkanlage sowie dem im Osten liegenden Kohlbuck (338 m ü. NHN). Nach Süden trennt der Wiesengrund des Pegnitztals Erlenstegen von Mögeldorf und Laufamholz. Durch Erlenstegen verläuft der Fränkische Marienweg.

### Statistische Distrikte
Der Bezirk 91 Erlenstegen besteht aus folgenden Distrikten:
910 – Spitalhof
911 – Platnersberg
912 – Kohlbuck
913 – Wasserwerk

## Geschichte

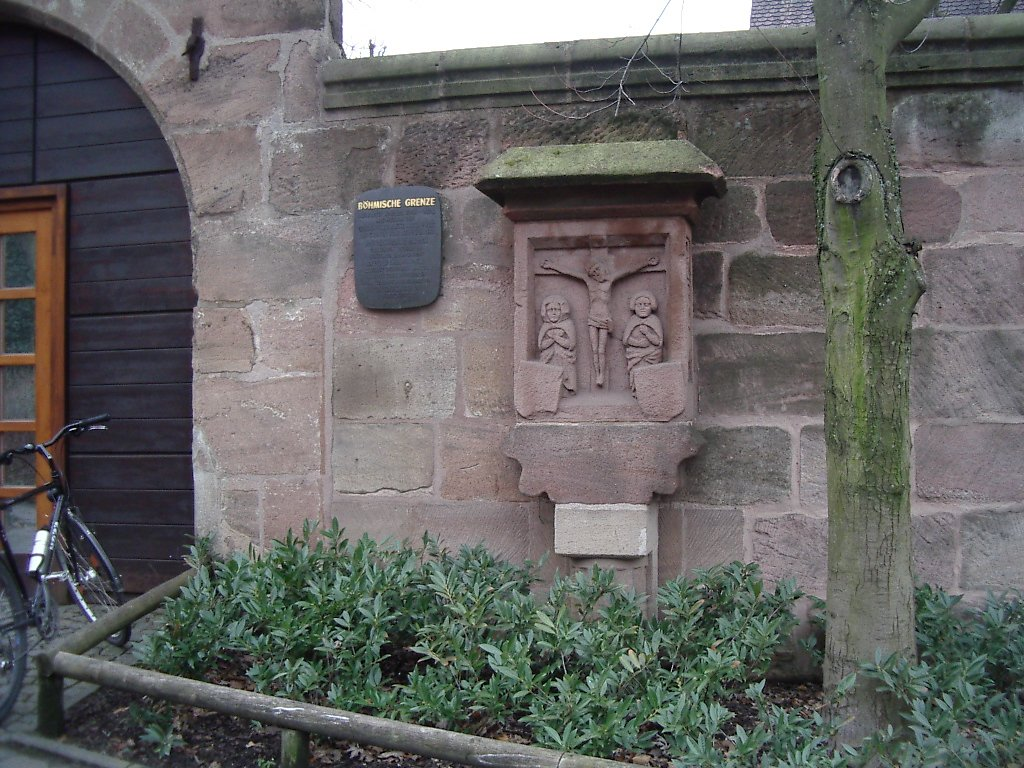
Martersäule „Böhmische Grenze“

Der Ort wurde 1216 als „Erlinstegen“ erstmals urkundlich erwähnt. Der Ortsname bedeutet ‚bei den mit Erlen umstandenen Stegen‘.
Erlenstegen wurde an einer Altstraße, der sogenannten Goldenen Straße nach Prag, gegründet. Es war Sitz des staufischen Reichsschultheißen Giselherus de Erlinstegen.  Giselher dürfte in Erlenstegen eine der Kleinburgen besessen haben, die zum Kranz der Reichsministerialensitze um die Reichsveste Nürnberg zählten und an dieser Stelle die Querung des Bachlaufs „Tiefgraben“ durch die Reichsstraße bewachte. Allerdings lässt sich heute nicht mehr klären, welcher der Herrensitze Erlenstegens aus dem des Reichsministerialen hervorging.
Eine Martersäule auf Höhe Erlenstegenstraße 118 (ehemaliger Kalbsgarten) mit einer Darstellung von Maria und Johannes unter dem Kreuz erinnert an die Zeit, als das Königreich Böhmen (sogenanntes Neuböhmen) bis Erlenstegen reichte. Im Ort wurden acht Herrensitze von Nürnberger Patriziern errichtet, so viele wie in der alten Nürnberger Landschaft sonst nur noch in Mögeldorf. In den Schadenslisten des Zweiten Markgrafenkriegs 1552/53 werden nur ein verbrannter und vier beschädigte „Burgerssitze“ genannt, 1560 notierte der reichsstädtische Landschreiber Bonifaz Nöttelein, ebenso wie später der Nürnberger Chronist Johannes Müllner, wieder sieben Herrensitze.

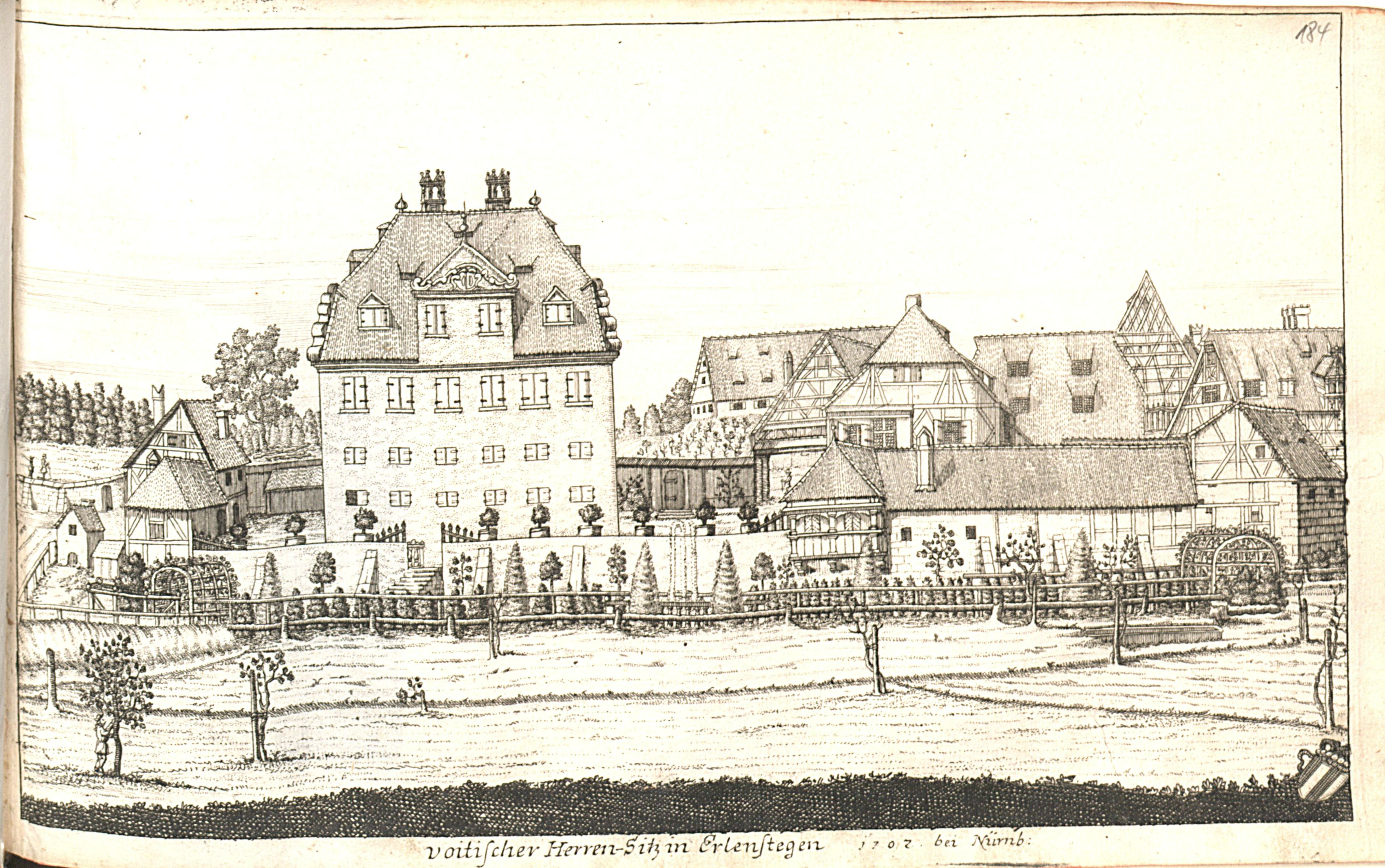
„Voitischer Herren-Sitz“, 1709

Gegen Ende des 18. Jahrhunderts bestand Erlenstegen aus 23 Anwesen und 1 Gemeindehirtenhaus. Das Hochgericht übte die Reichsstadt Nürnberg aus, was aber vom brandenburg-bayreuthischen Oberamt Baiersdorf bestritten wurde. Die Dorf- und Gemeindeherrschaft hatte das Landpflegamt Nürnberg. Grundherren waren die Reichsstadt Nürnberg (Landesalmosenamt: 1 Haus; Waldamt Sebaldi: 1 Forsthaus) und Nürnberger Eigenherren mit jeweiligen Herrensitzen waren:
- „Voitischer“ oder „Ebner’scher Sitz“ (ehemals 2 Herrensitze, 5 Gütlein, 1 Wirtshaus, 2 Häuser), Erlenstegenstraße 84–88. Der Sitz war 1517 im Besitz des Endres Hirschvogel und kam nach 1531 in den Besitz seines Gläubigers Hans Buchner, 1539 an Hans Stauber. Dieser soll das Herrenhaus nach Zerstörungen im Zweiten Markgrafenkrieg um 1560 wieder aufgebaut und später an Hans Voit von Wendelstein für 3.200 Gulden verkauft haben. Der Sitz blieb dann bis 1718 im Besitz der Voit von Wendelstein („erbare“ Familie des Zweiten Standes[9]), danach im Erbgang des Losungsrats Hieronymus Wilhelm Ebner von Eschenbach, der das Schloss seiner Ebnerschen Familienstiftung hinterließ, die 1766 daneben ein neues größeres Haus im Barockstil erbaute. 1943/44 durch Luftangriff schwer beschädigt, 1954 das kleine, 1965 das große Haus abgebrochen.
- „Grolandscher“ oder „Scheurl’scher Sitz“, Erlenstegenstr. 111; zuerst im Besitz des Ulrich I. Groland († 1373); auf Gabriel Paul Groland († 1720) als Letztem seines Geschlechts folgt als Erbe der Losungsrat Philipp Jakob Scheurl von Defersdorf (1648–1725). 1729 Umbau des turmartigen Hauses im Barockstil, ca. 1825 verkauft.
- „Kressischer Sitz“, Voßstraße 19; um 1440 entstanden, im Besitz verschiedener Bürger, ab 1638 des Freiherrn von Jöstelberg aus der Steiermark, der zu den vielen sich in Nürnberg niederlassenden Glaubensflüchtlingen (Exulanten) zählte. Vor 1700 im Besitz der Ebner von Eschenbach, ab 1763 der Kreß von Kressenstein, 1790 abgebrannt, 1791 zweigeschossig wiederhergestellt. 1812 wurden Herrenhaus, drei Zinshäuser und Voithaus getrennt abverkauft.
- „Wölckern’scher Sitz“, Günthersbühler Straße 15, Wohnhaus um 1600, nach 1700 vom Nürnberger Ratskonsulenten Dr. Carl Wilhelm Wölckern erworben, um 1725 aufgestockt (Saal), 1733 umgebaut, Treppenturm entfernt, neues Mansarddach mit Volutengiebeln und Dachreiter. Zubehör waren Mühle, Bauernhof und Bäckerei. Um 1815 von der Wölckernschen Familienstiftung  (administriert durch die Familie Volckamer) verkauft. 1910 Chörlein vom Nürnberger Bürgerhaus Karolinenstraße 27 hierher transloziert.
- „Gugelscher“ oder „Schreiber’scher Sitz“, Erlenstegenstraße 110 (der malerische Herrensitz 1944 zerstört); 1563 im Besitz des Christoph von Ploben, nach 1600 der Nürnberger Patrizierfamilie Gugel, vor 1706 der Schreiber von Grünreuth, danach der Dillherr von Thumenberg, ab 1750 der Volckamer, 1781 der Imhoff, ab 1833 in bürgerlichen Händen.
- „Dietherrscher“ oder „Pömer’scher Sitz“, Erlenstegenstraße 118–120, Ende 15. Jahrhundert Besitz der Imhoff, 1497 Niclaus Sachsen, seit 1513 der Dietherr von Anwanden und ihrer Erben Waldstromer und Kreß bis ca. 1748. Danach der Pömer und wohl nach 1780 der Scheurl. Nach dem Tod der Maria Hedwig von Löffelholz geb. Scheurl (1749–1814) an Handwerker verkauft; 1944 ausgebrannt.
- „Förrenbergerscher Sitz“, Erlenstegenstraße 112–114 (1978 abgebrochen); wohl vor 1500 erbaut, 1632 durch marodierende kaiserliche Truppen niedergebrannt, das nur noch eingeschossige Haus nach 1703 im Besitz der Förrenberger, 1768 Friedrich Carl Scheurl von Defersdorf, nach dem Tod seiner Tochter Maria Hedwig von Löffelholz 1814 an Bauern verkauft. 1944 niedergebrannt, danach notdürftig in Stand gesetzt, 1978 abgerissen. Erhalten sind nur ein kleiner Teil der westlichen Umfassung und des Portals.

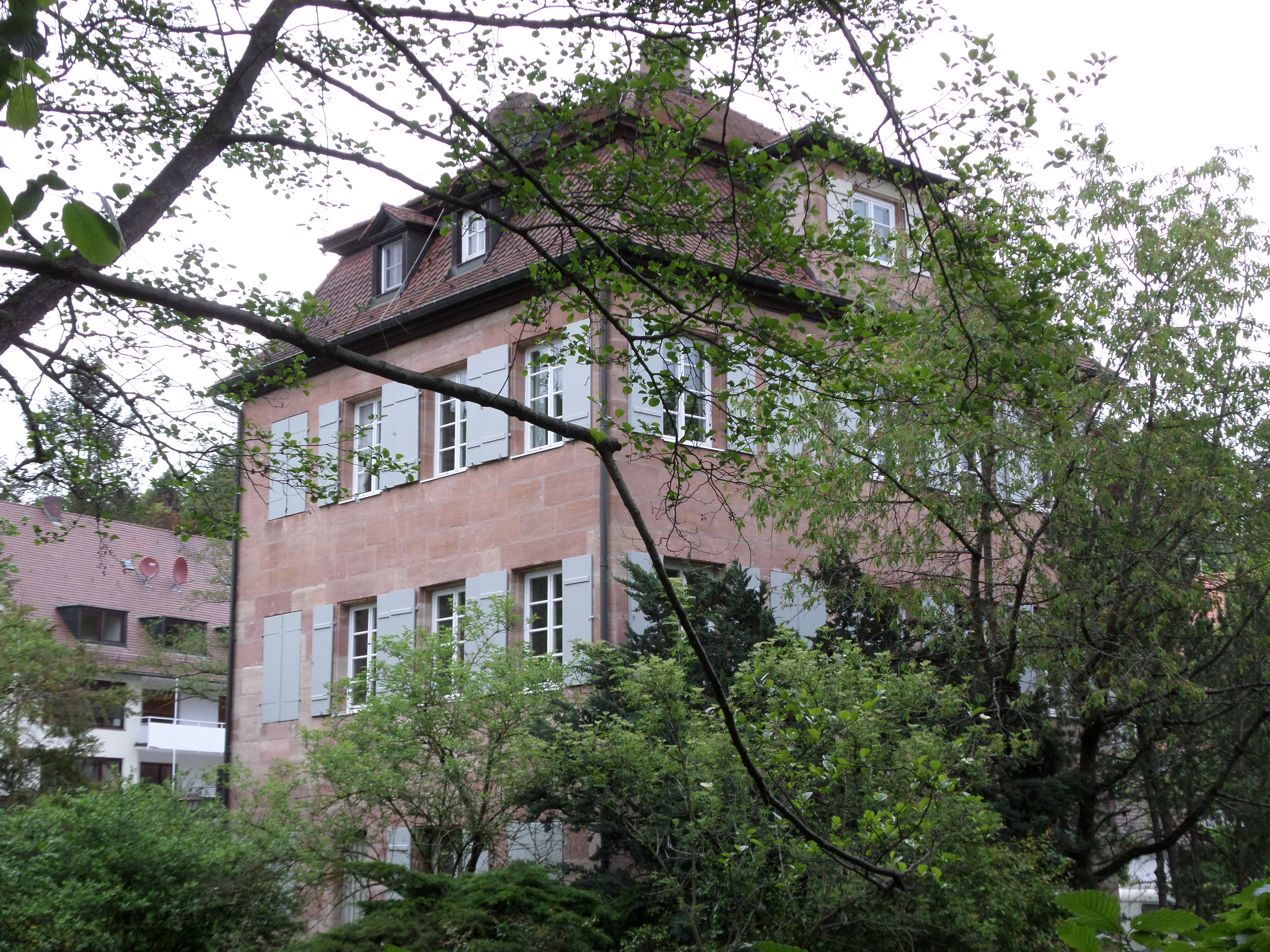
Groland'scher,  später Scheurl’scher Herrensitz
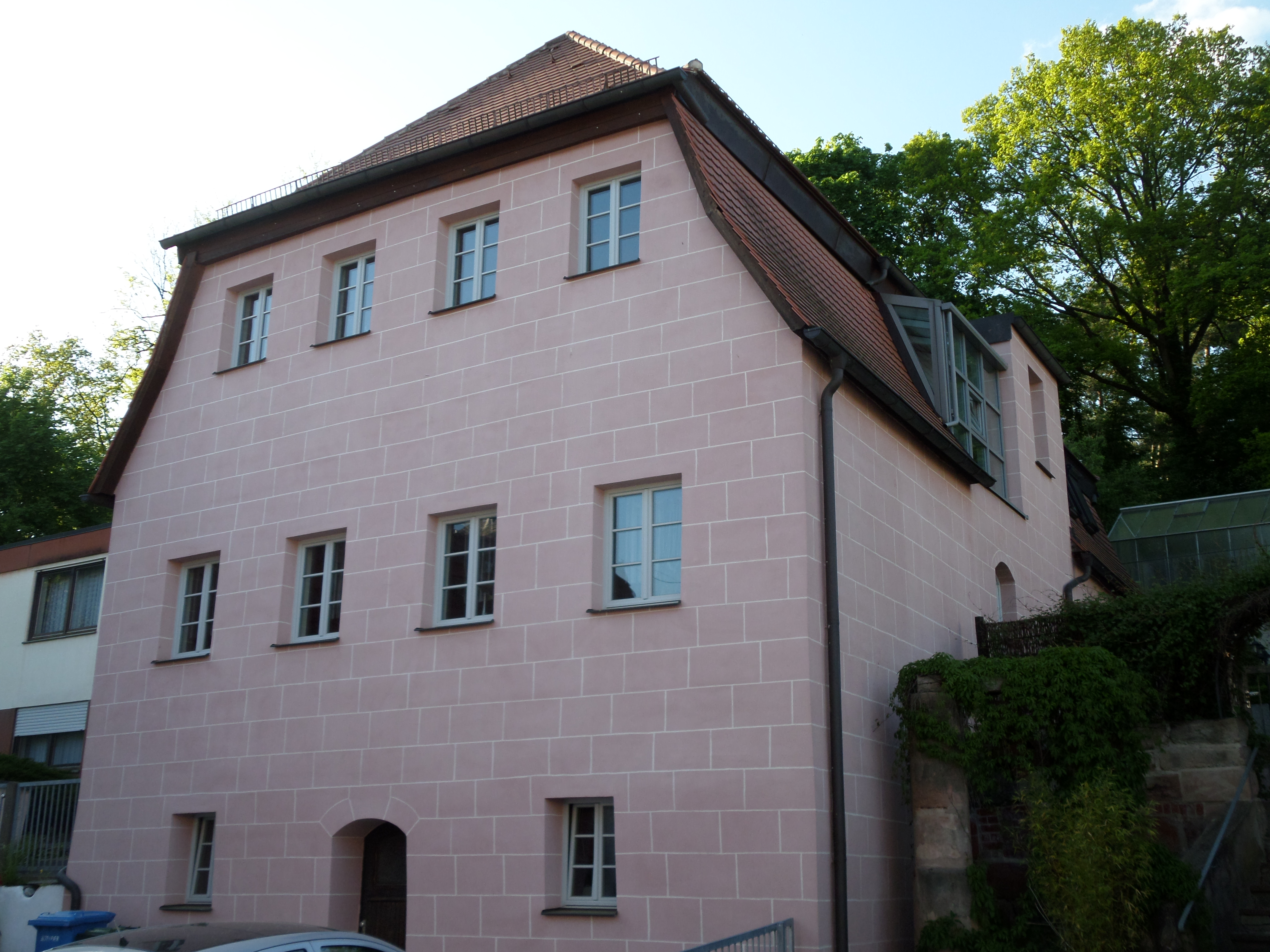
Kressen-Schlösschen
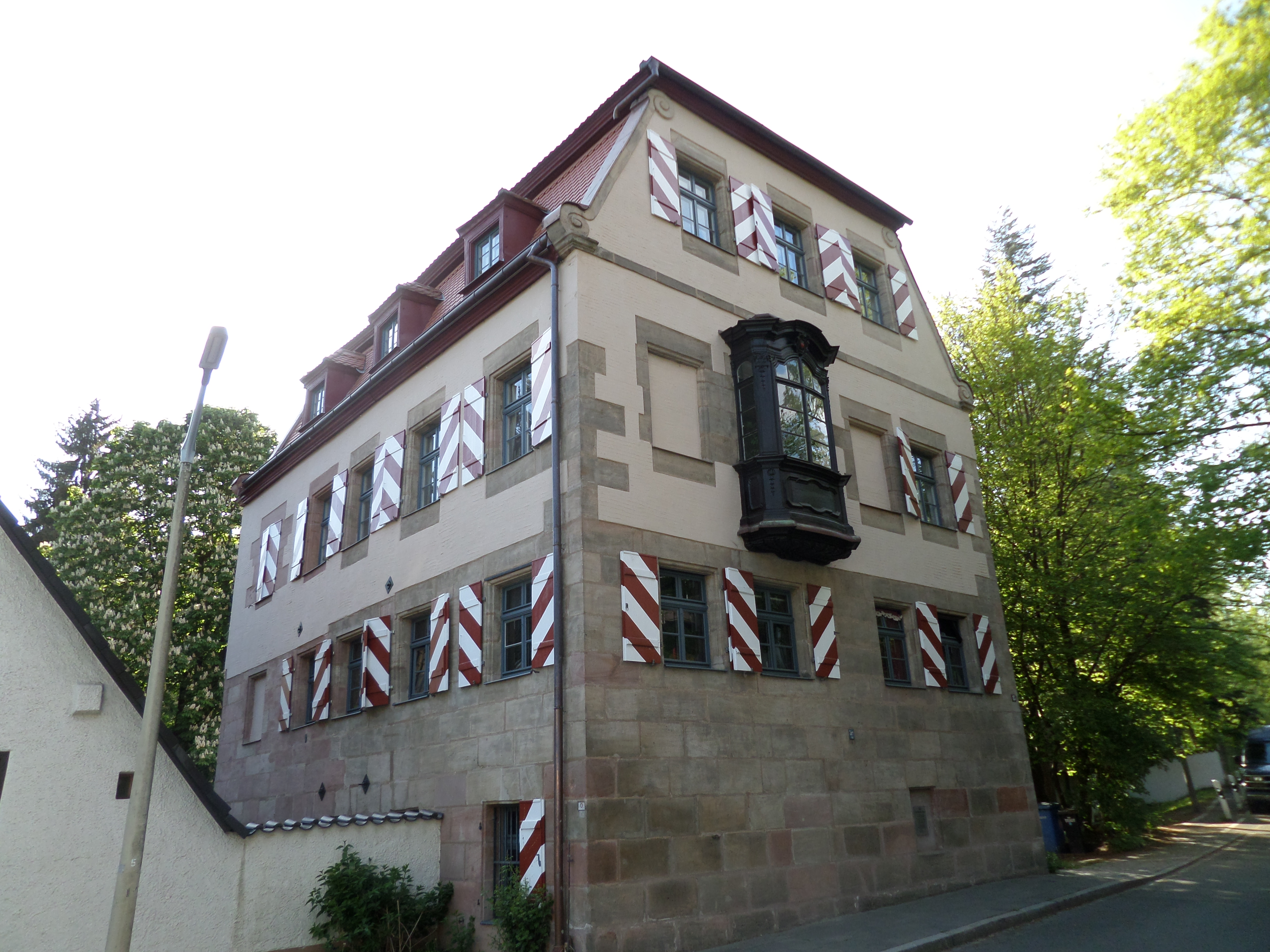
Wölkern’scher Herrensitz

1796 fiel Erlenstegen an Preußen (Justiz- und Kammeramt Erlangen), 1810 wurde es bayerisch. Im Rahmen des Gemeindeedikts wurde 1813 der Steuerdistrikt Erlenstegen gebildet. Zu diesem gehörten Bretzengarten, Deumentenhof, Mühlhof, Platnersberg, Rechenberg, Rennweg, Schafhof, Schallershof, Schoppershof, Schübelsberg, Spitalhof, St. Jobst, Veilhof, Weigelshof, Winzelbürg und Wöhrder Kirchhof. Im selben Jahr wurde die Ruralgemeinde Erlenstegen gebildet, die deckungsgleich mit dem Steuerdistrikt war. Mit dem Zweiten Gemeindeedikt (1818) entstanden zwei Ruralgemeinden:
- Ruralgemeinde Erlenstegen mit Mühlhof, Platnersberg, Schafhof, Spitalhof, St. Jobst;
- Ruralgemeinde Rennweg mit Bretzengarten, Deumentenhof, Rechenberg, Schallershof, Schoppershof, Schübelsberg, Veilhof, Weigelshof, Winzelbürg und Wöhrder Kirchhof.

Die Gemeinde Erlenstegen war in Verwaltung und Gerichtsbarkeit dem Landgericht Erlangen zugeordnet und in der Finanzverwaltung dem Rentamt Erlangen. In der freiwilligen Gerichtsbarkeit unterstanden 9 Anwesen von 1820 bis 1838 dem Patrimonialgericht (PG) Erlenstegen, 1 Anwesen von 1822 bis 1848 dem PG Fischbach, 2 Anwesen von 1823 bis 1835 dem PG Nemsdorf, 1 Anwesen von 1821 bis 1831 dem PG Thumenberg und 3 Anwesen von 1821 bis 1836 dem PG Weikershof. 1826 erfolgte die Überweisung ans Landgericht Nürnberg und dem Rentamt Nürnberg (1919 in Finanzamt Nürnberg umbenannt). Ab 1862 gehörte Erlenstegen zum neu gebildeten Bezirksamt Nürnberg, während das Landgericht Nürnberg für die Gerichtsbarkeit zuständig blieb (1879 in Amtsgericht Nürnberg umbenannt). 1865 wurde Mühlhof von Erlenstegen nach Laufamholz umgemeindet. Die Gemeinde hatte 1888 eine Gebietsfläche von 3,291 km². Am 1. Januar 1899 wurde Erlenstegen in die Stadt Nürnberg eingegliedert.
Im 20. Jahrhundert entwickelte sich der Stadtteil zu einem Villenvorort. Erlenstegen gilt deshalb als eine der begehrtesten Wohnlagen im Stadtgebiet.

### Einwohnerentwicklung
Gemeinde Erlenstegen
| Jahr      | 1818   | 1840   | 1852   | 1855   | 1861   | 1867   | 1871   | 1875   | 1880   | 1885   | 1890   | 1895   | 1900   |
| Einwohner | 364    | 455    | 495    | 412    | 522    | 479    | 474    | 665    | 760    | 877    | 959    | 1031   | 650    |
| Häuser    | 87     | 64     |        |        |        |        | 71     |        |        | 106    | 108    |        | 85     |
| Quelle    | [ 16 ] | [ 17 ] | [ 18 ] | [ 18 ] | [ 19 ] | [ 20 ] | [ 21 ] | [ 22 ] | [ 23 ] | [ 12 ] | [ 24 ] | [ 18 ] | [ 25 ] |

Ort Erlenstegen
| Jahr      | 001818 | 001824 | 001836 | 001840 | 001861 | 001871 | 001885 |
| Einwohner | 234    | 281    | 315    | 321    | 339    | 326    | 379    |
| Häuser    | 69     | 35     | 39     | 40     |        |        | 46     |
| Quelle    | [ 16 ] | [ 10 ] | [ 26 ] | [ 17 ] | [ 19 ] | [ 21 ] | [ 12 ] |

## Religion
Erlenstegen ist seit der Reformation evangelisch-lutherisch geprägt und bis heute nach St. Jobst gepfarrt. Die Einwohner römisch-katholischer Konfession sind seit 1969 nach Allerheiligen gepfarrt.

## Bauwerke

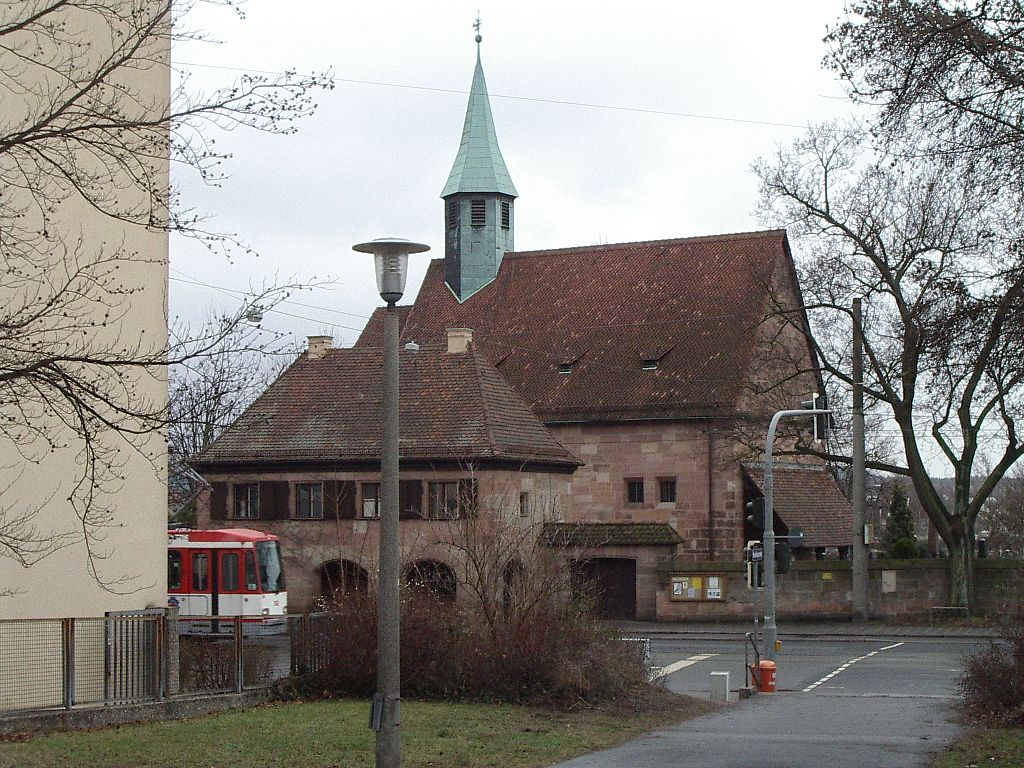
St. Jobst von Nordwesten

Historisch bedeutsam ist die heutige Pfarrkirche St. Jobst, die um 1300 zunächst als Wallfahrtskapelle in Erscheinung trat, doch dann zusammen mit dem ummauerten Friedhof (Pestfriedhof) vom ehemaligen Siechkobel ihren Ursprung genommen hat. Mauerteile des 1356 geweihten Gründungsbaus sind vor allem im Bereich des polygonal gebrochenen Chores zu erkennen.
Von ursprünglich acht Herrensitzen sind nur noch wenige Gebäude in der vorstädtischen Wohn- und Villenbebauung auszumachen (Scheuerl’sches Schlösschen, Wölkern’scher Herrensitz, Kressenhof sowie Nebenbauten ehemaliger Herrensitze).
Das Wasserwerk am Ostrand der Gemarkung in geringer Entfernung von der Pegnitz besteht seit dem 19. Jahrhundert. Nordöstlich des Ortes entspringt der ca. zwei Kilometer lange Bach Tiefgraben und mündet nach einem windungsreichen Verlauf in die Pegnitz.

## Freizeit
In Erlenstegen befindet sich das Freibad Naturgartenbad. Im Nordosten gibt es einen Sportverein mit Fußball- und Tennisplatz. Der an Erlenstegen grenzende Sebalder Reichswald sowie das Pegnitztal bieten Erholungsmöglichkeiten. Bei Waldschießhaus gibt es die privilegierte Hauptschützengesellschaft Nürnberg.

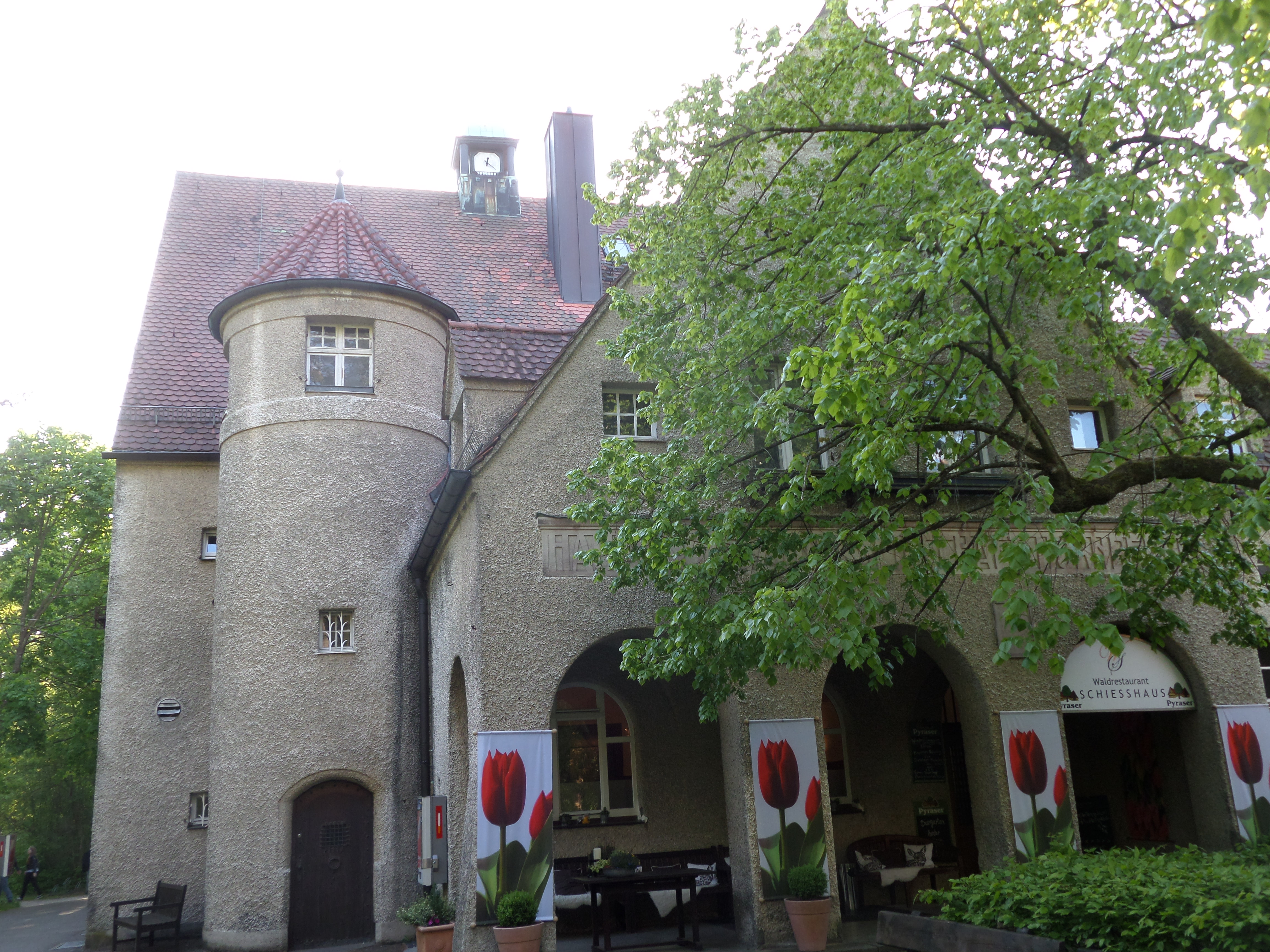
Schützenhaus
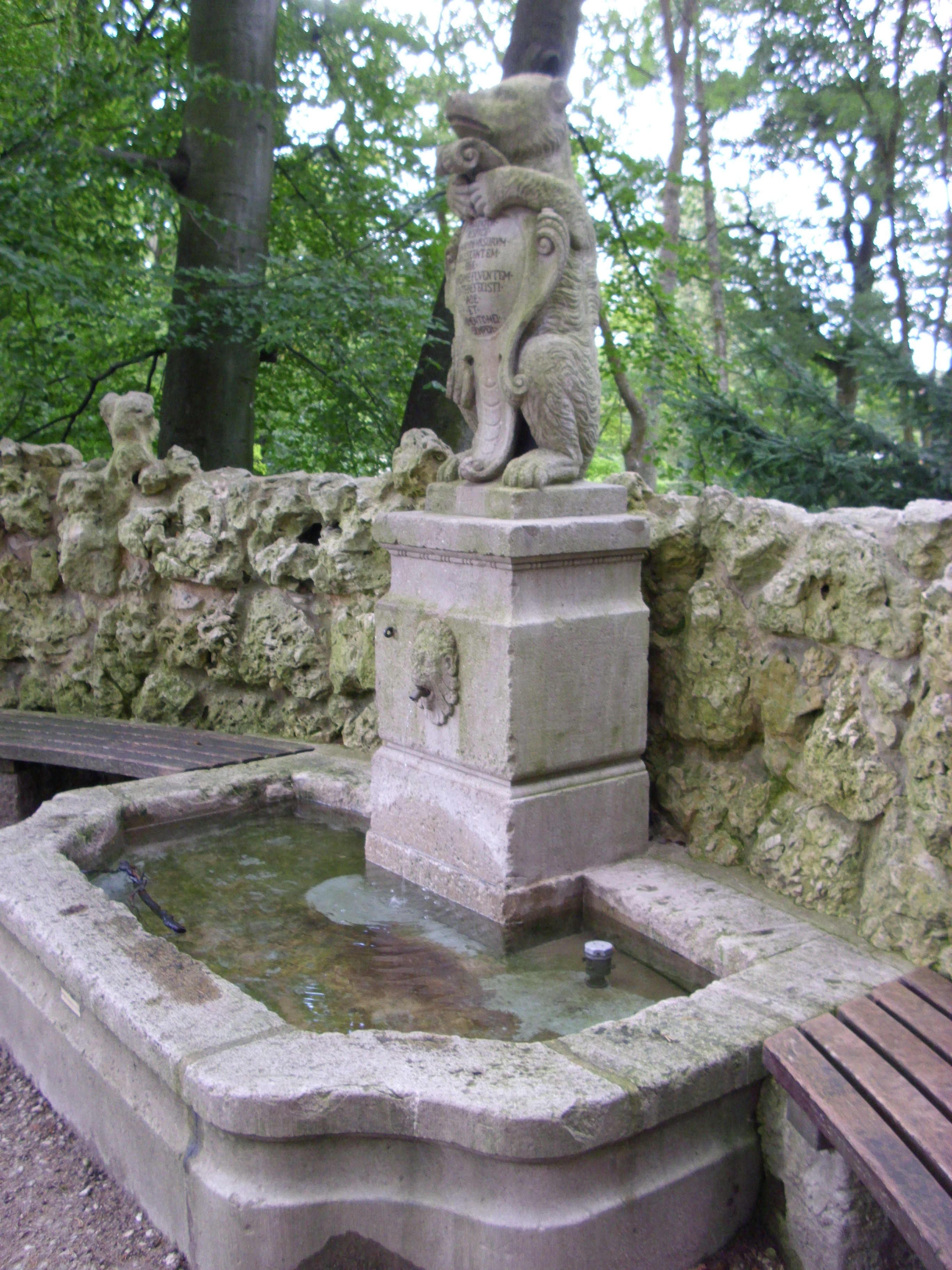
Bärenbrunnen
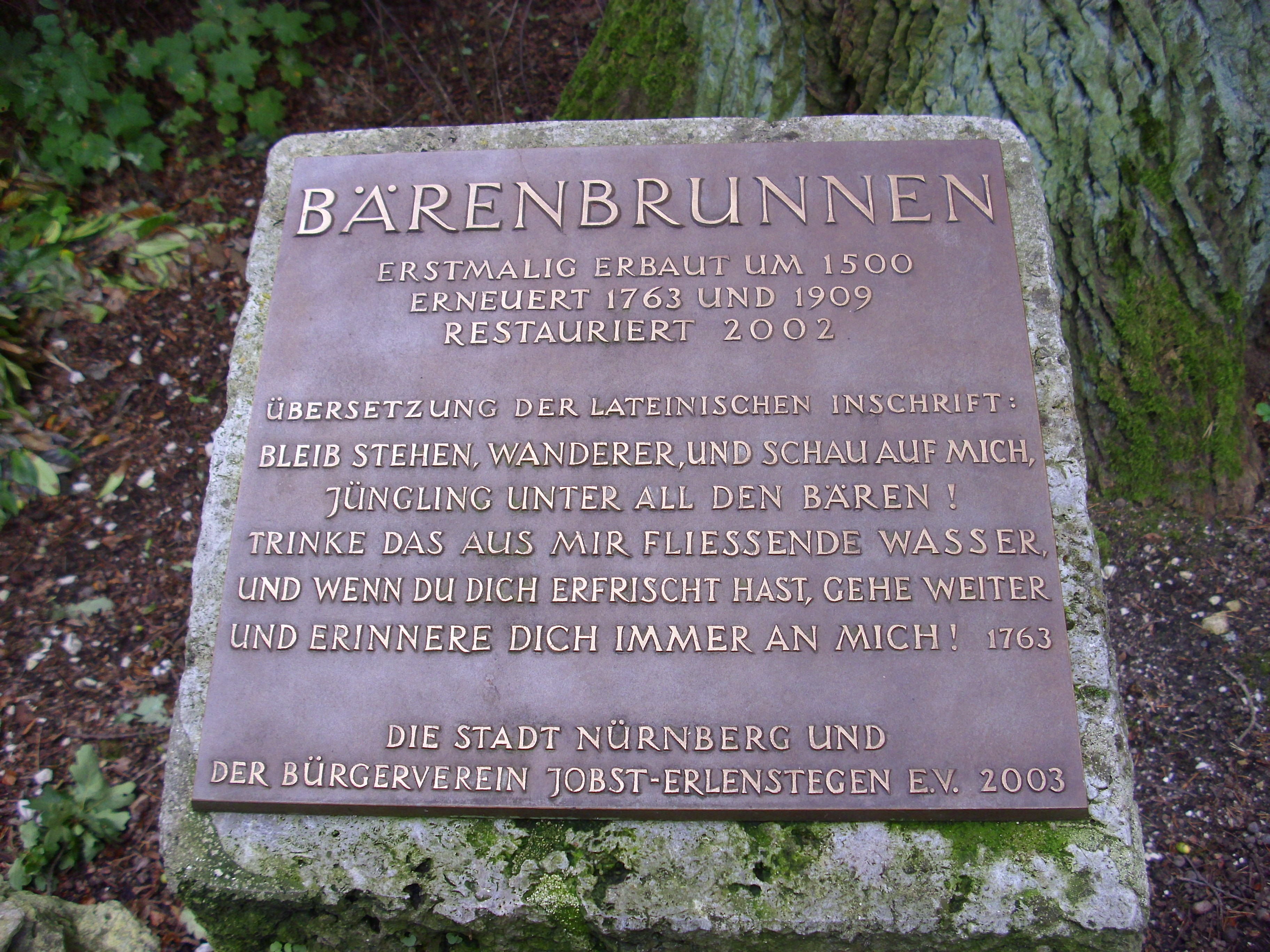
Tafel Bärenbrunnen
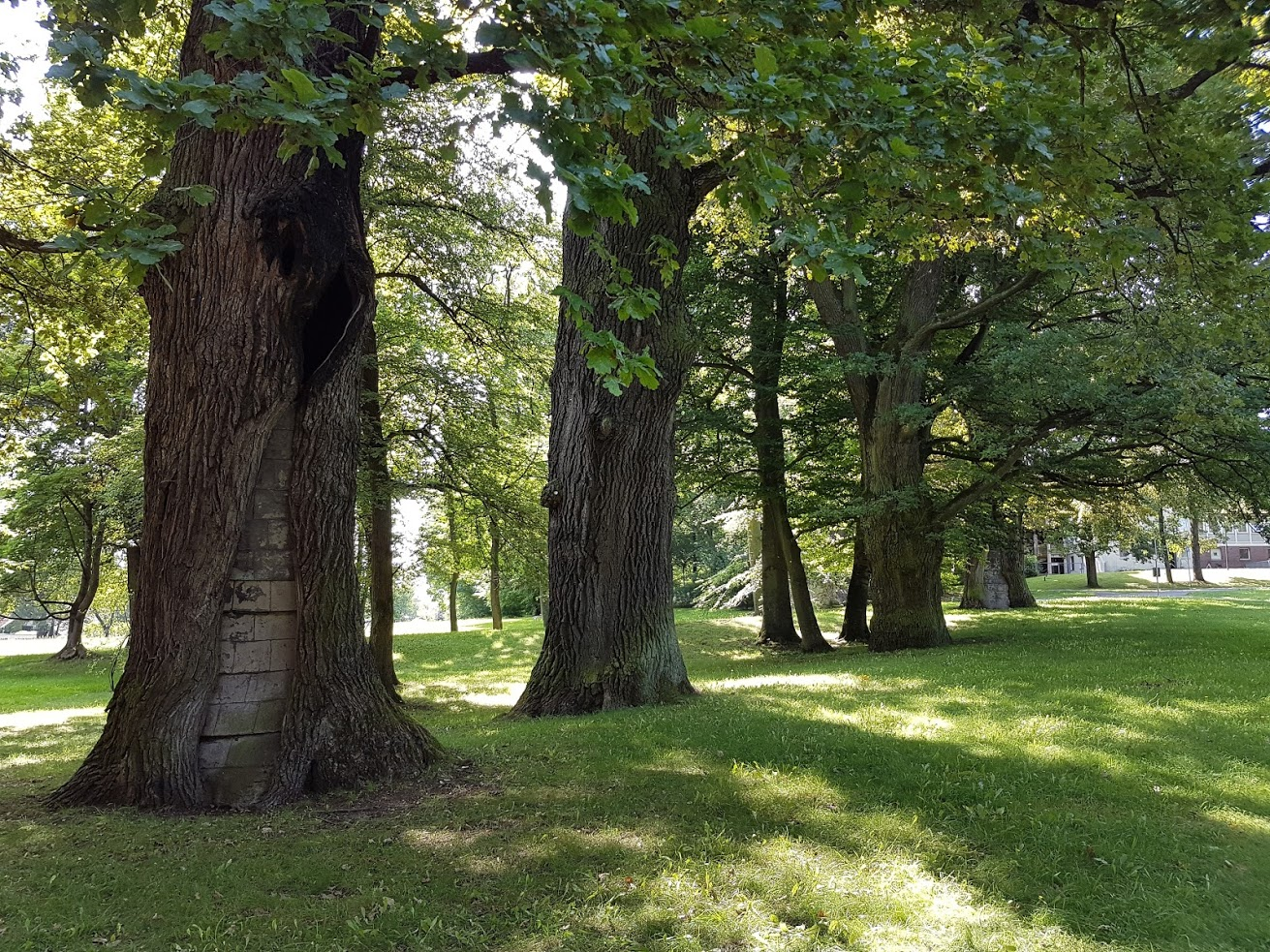
Platnersberg
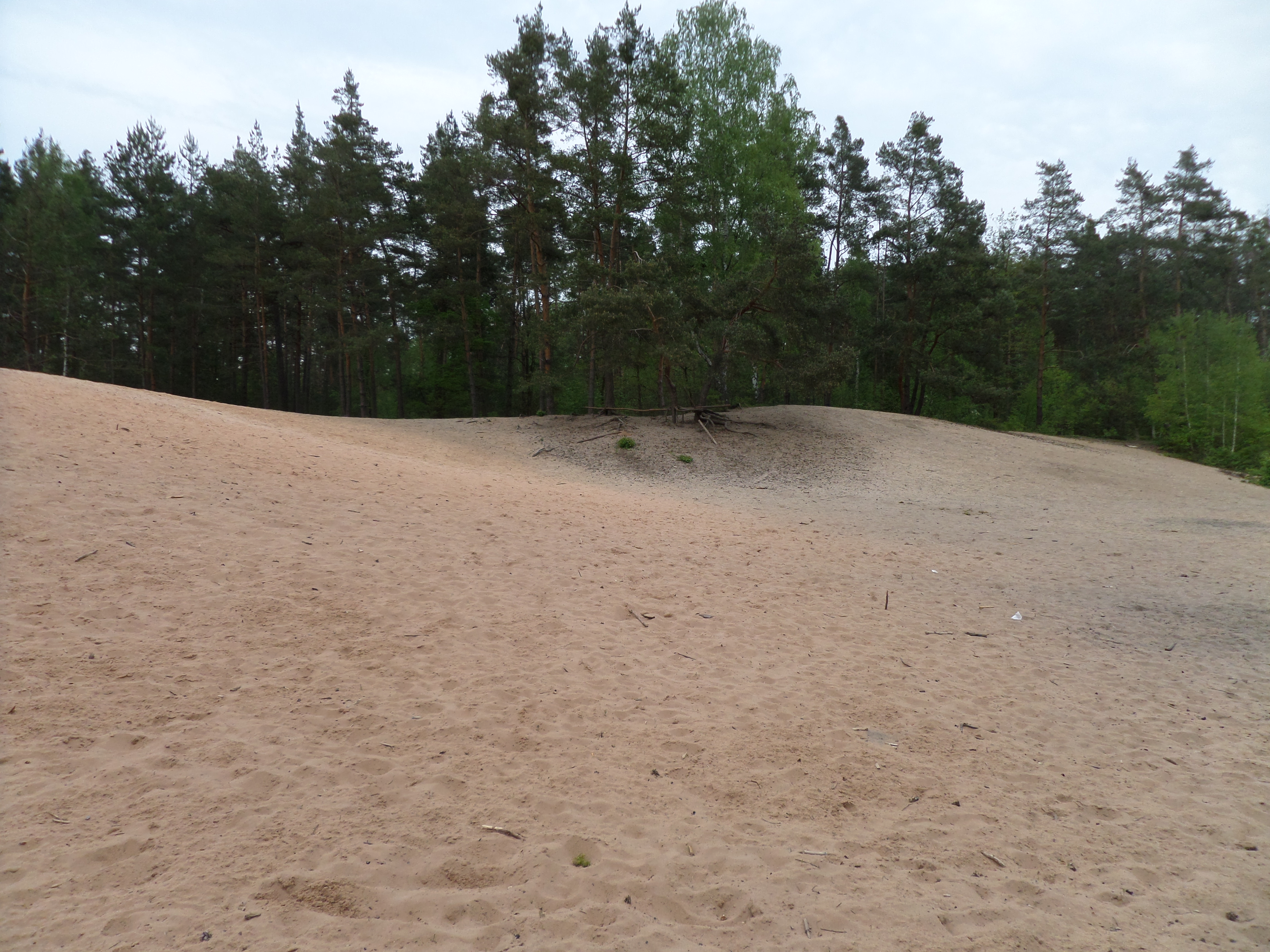
Sanddüne
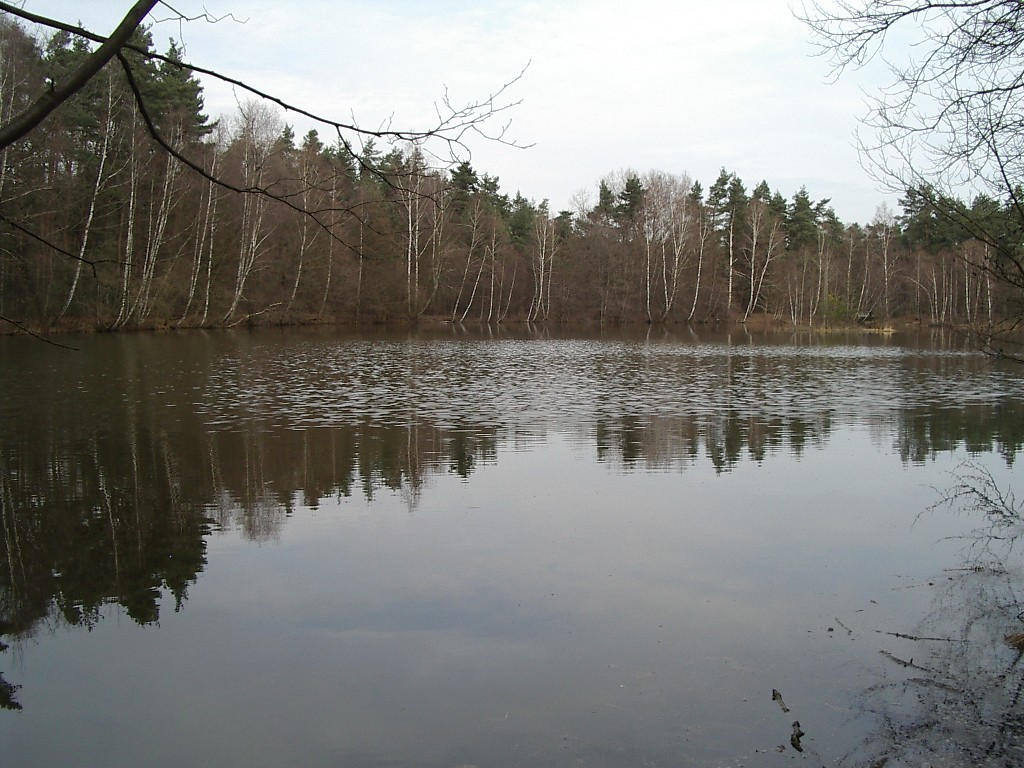
Weissensee im Reichswald

## Persönlichkeiten mit Wohnsitz in Erlenstegen
- Hans Rudolf Wöhrl (* 20. November 1947, Nürnberg), Unternehmer
- Michael Raum (* 21. Dezember 1965 in Nürnberg), Unternehmer und Firmengründer der Sellbytel Group GmbH
- Raphael Schäfer (* 30. Januar 1979), ehemaliger deutscher Fußballspieler und Torwart des 1. FC Nürnberg